# 大日廷

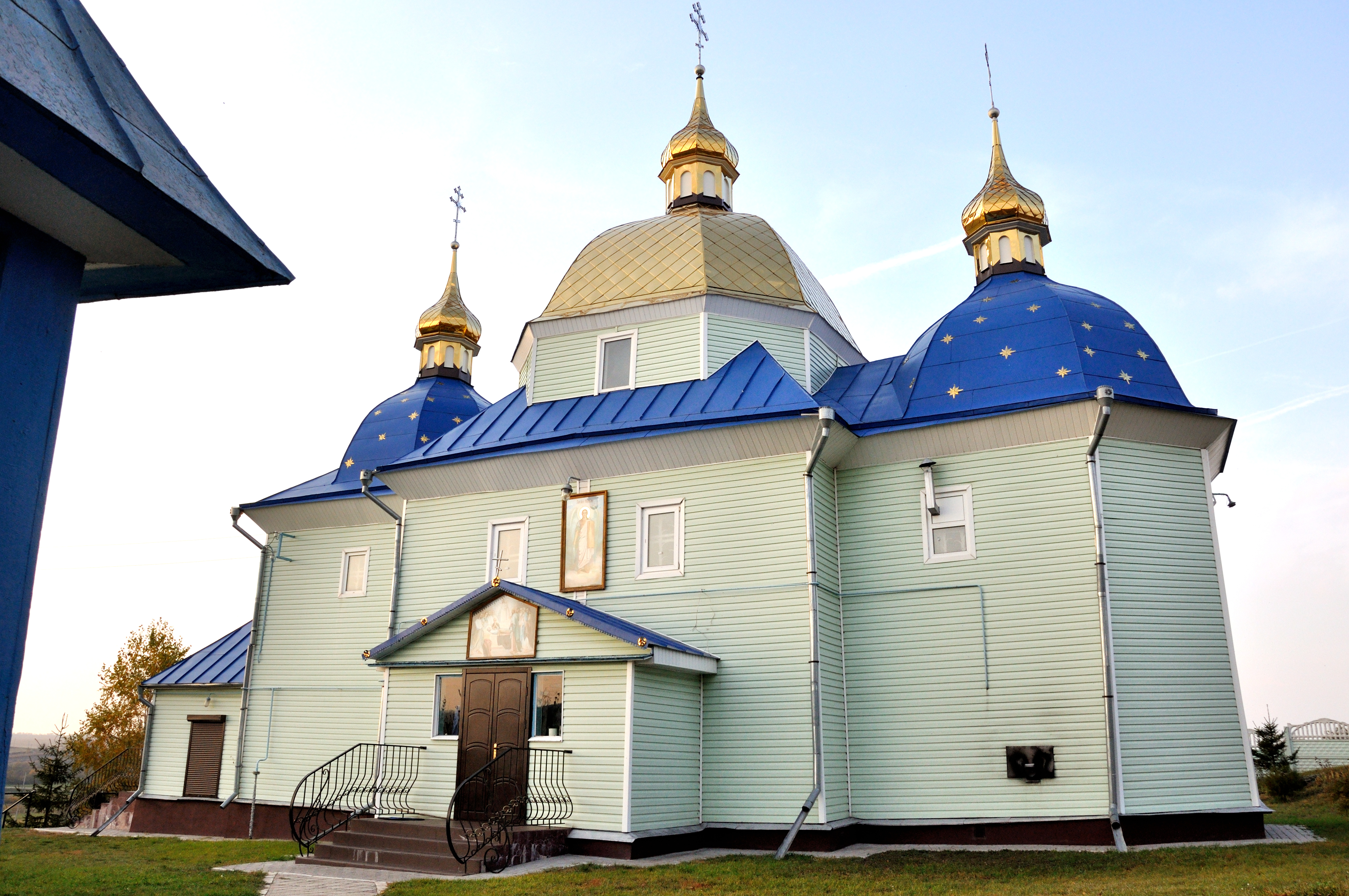
教堂

50°39′42″N 26°21′6″E / 50.66167°N 26.35167°E
大日廷（羅馬化：Velykyi Zhytyn）是烏克蘭西北部里夫内州里夫内区什帕尼夫市镇的村落。處於庫斯京卡河畔，始建於1518年，面積1.84平方公里，海拔高度192米，2001年人口1,232。